# Clo-oose
Clo-oose est une réserve indienne de la Colombie-Britannique situé sur l'île de Vancouver.

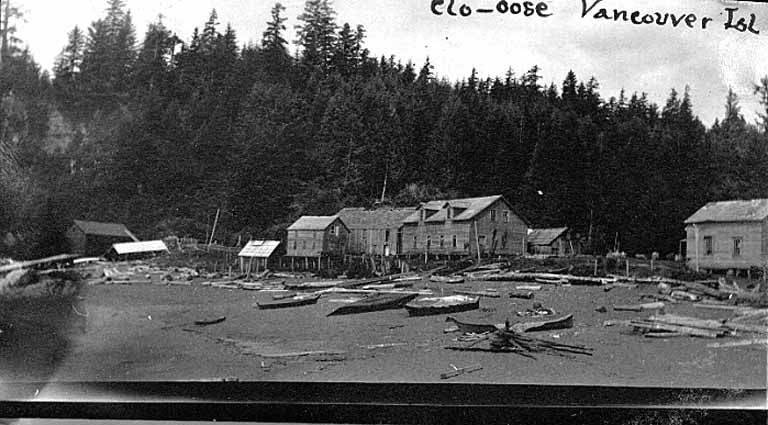
Plage à Clo-oose, 1909